# Byestadgölen
Byestadgölen är en sjö i Vetlanda kommun i Småland och ingår i Emåns huvudavrinningsområde. Sjön är 3,2 meter djup, har en yta på 0,04 kvadratkilometer och är belägen 215 meter över havet.